# 281

## Nașteri
- dată necunoscută: Teodor Stratilat sfânt creștin ortodox (d. 319)